# Solenozophyllaria gorongozensis
Solenozophyllaria gorongozensis är en mångfotingart som beskrevs av Kraus 1960. Solenozophyllaria gorongozensis ingår i släktet Solenozophyllaria och familjen Odontopygidae. Inga underarter finns listade i Catalogue of Life.